# Lisa Mamié
Lisa Mamié (27 de octubre de 1998) es una deportista suiza que compite en natación, especialista en el estilo braza. Ganó cuatro medallas en el Campeonato Europeo de Natación entre los años 2021 y 2024.

## Palmarés internacional
| Campeonato Europeo | Campeonato Europeo | Campeonato Europeo | Campeonato Europeo |
| Año                | Lugar              | Medalla            | Prueba             |
| ------------------ | ------------------ | ------------------ | ------------------ |
| 2021               | Budapest (Hungría) | Medalla de plata   | 200 m braza        |
| 2022               | Roma (Italia)      | Medalla de oro     | 200 m braza        |
| 2024               | Belgrado (Serbia)  | Medalla de plata   | 100 m braza        |
| 2024               | Belgrado (Serbia)  | Medalla de bronce  | 200 m braza        |